# Cessna 421
De Cessna 421 Golden Eagle is een licht Amerikaans tweemotorig  laagdekker zakenvliegtuig. Het toestel met ruimte voor zes tot acht passagiers in een drukcabine is ontworpen en gebouwd door Cessna Aircraft Company. De eerste vlucht was op 14 oktober 1965. Er zijn tussen 1967 en 1985 totaal 1916 exemplaren gebouwd.

## Ontwerp en historie
De Cessna Golden Eagle was de drukcabine-versie van de Cessna 401/411 serie. Het had dezelfde “Stabila-Tip” tiptanks als de Cessna 310. Ook het elektro-mechanische driewiel landingsgestel was afkomstig van de 310. Het toestel was direct een succes. In het eerste jaar werden er 200 exemplaren van verkocht. 
Vanaf 1975 was ook een de-icing optiepakket leverbaar. In 1976, bij model 421C, verdwenen de tiptanks en werd alle brandstof in vleugeltanks opgeslagen (wet wings). Sommige 421 modellen zijn geconverteerd naar turboprop motoren, waarmee ze heel erg lijken op een Cessna 425.  

## Varianten

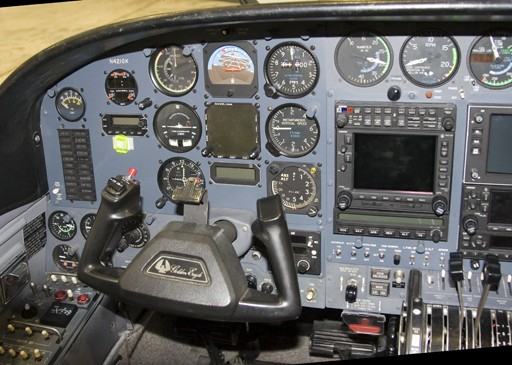
Cockpit van de Cessna 421C

421
Eerste model uit 1967. Met twee Continental GTSIO-520-D zescilinder zuigermotoren, 375 pk (280 kW) elk, maximum startgewicht 3084 kg. 200 gebouwd.
421A
Model uit 1968. Met twee Continental GTSIO-520-D, 375 pk (280 kW) elk, maximum startgewicht 3103 kg. 158 gebouwd.
421B Golden Eagle/Executive Commuter
Model uit 1970 met acht zitplaatsen. Met twee Continental GTSIO-520-H, 375 pk (280 kW) elk, maximum startgewicht 3289 kg, latere modellen 3379 kg. 699 gebouwd.
421C Golden Eagle/Executive Commuter
Model uit 1975 met acht zitplaatsen. Met twee Continental GTSIO-520-H, 375 pk (280 kW) elk, maximum startgewicht 3379 kg. Vanaf 1976 geleverd met wetwings. 859 exemplaren gebouwd.
Riley Turbine Rocket 421
421 conversie met twee Lycoming LTP101 turboprop motoren.
Riley Turbine Eagle 421
421C conversie met twee 750 pk Pratt & Whitney Canada PT6A-135 turboprop motoren.
Excalibur 421
Gehermotoriseerde 421C met twee Pratt & Whitney Canada PT6A-135A of PT6A-112 turboprops.
Advanced Aircraft Regent 1500
Riley Turbine Eagle 421 conversie, uitgevoerd door de firma Advanced Aircraft Corporation.

## Vergelijkbare vliegtuigen
- Beechcraft Queen Air
- Piper PA-31 Navajo